# Lukáš Kostínek
Lukáš Kostínek (* 19. listopadu 1991) je český právník, politik, místopředseda politického hnutí SEN 21 a tajemník Senátorského klubu SEN 21 a Piráti.

## Život
Vystudoval Právnickou fakultu Univerzity Karlovy. Jako studentský zástupce působil v Akademickém senátu Univerzity Karlovy a v roce 2016 vedl jeho studijní komisi. V této roli se především podílel na přijetí nových vnitřních předpisů univerzity v souvislosti s novelou vysokoškolského zákona, která zaváděla nový systém akreditací. Při přijímání nového etického kodexu univerzity se také stavěl proti vyřazení formulace o odmítání sexuálního obtěžování a nátlaku a navrhl zřízení zvláštního tělesa pro rovné příležitosti, které by se zabývalo diskriminačním chováním, ať již na základě pohlaví, jiných odlišností nebo protekcionismu.
V roce 2015 vedl studentský vzdělávací projekt Český model amerického kongresu, jehož cílem je přibližovat studentům politiku a aktuální světové dění v roli amerických zákonodárců.
Jako zástupce studentů byl v roce 2016 také organizátorem a prvním mluvčím každoroční studentské akce k uctění památky 17. listopadu v Praze na Albertově. Cílem akce bylo zachovat místo, kde započala Sametová revoluce, přístupné studentům a veřejnosti za účelem piety a nepřipustit v den státního svátku jeho opětovné zneužití k politizaci a uzavření pro příznivce Miloše Zemana nebo Martina Konvičky z Bloku proti islámu, jako tomu bylo v roce 2015. I z toho důvodu studenti odmítli udělit prostor k vystoupení politikům a zasadili se o apolitické a občanské vyznění celé akce. Přesto se proti události a Kostínkovu vystoupení, kterým apeloval na aktivní občanství, vyhradila budoucí poslankyně za krajně pravicovou SPD Tereza Hyťhová nebo Tomio Okamura.
Za uspořádání události k uctění památky 17. listopadu na Albertově obdržel v roce 2017 spolu s ostatními organizátory cenu Miloslava Petruska za prezentaci Univerzity Karlovy.

## Politické působení
V roce 2017 spolu s Václavem Láskou a Monikou Shaw Salajovou založil hnutí SEN 21, jehož je od roku 2022 místopředsedou. Vykonává také roli tajemníka Senátorského klubu SEN 21 a Piráti v Senátu Parlamentu ČR.

### Ústavní žaloba proti Miloši Zemanovi
Vedle advokáta Pavla Uhla je spoluautorem ústavní žaloby pro hrubé porušení Ústavy z roku 2019 proti tehdejšímu prezidentovi Miloši Zemanovi. Návrh obsahoval jmenování vlády Jiřího Rusnoka proti vůli Poslanecké sněmovny a udržování její vlády i více než tři měsíce po volbách do Poslanecké sněmovny v roce 2013, „Lánský puč“ proti Bohuslavu Sobotkovi s cílem nahradit jej v čele vítězné strany ve volbách, odmítání akceptovat bez zbytečného odkladu návrh na odvolání ministra financí Andreje Babiše v květnu 2017, udržování u moci první vlády Andreje Babiše po volbách v roce 2017 více než pět měsíců poté, co jí Poslanecká sněmovna odmítla vyslovit důvěru a ocitla se v demisi, odmítnutí jmenovat Miroslava Pocheho ministrem zahraničních věcí, snahy o ovlivňování nezávislé justice a k datu uzavření textu žaloby dne 18. července 2019 již 48 dní trvající odmítání odvolat stávajícího ministra kultury a jmenovat nového na návrh předsedy vlády. Vedle těchto hlavních žalobních skutků obsahovala ústavní žaloba také skutek souhrnný, který obsahoval vícero skutkových jednání jako zasahování do zahraniční politiky nebo odmítnutí jmenovat profesory. Senát projednal návrh ústavní žaloby ve středu 24. července 2019 a vyslovil s ním souhlas. Pro návrh ústavní žaloby bylo 48 ze 75 přítomných senátorů. Poslanecká sněmovna ústavní žalobu projednala 26. září 2019. Pro vyjádření souhlasu bylo 58 poslanců, proti 62. Vzhledem k tomu, že byl požadován souhlas 120 poslanců, Poslanecká sněmovna nevyslovila souhlas s podáním schválené ústavní žaloby. Proti žalobě se postavili přítomní poslanci hnutí ANO, ČSSD, KSČM a SPD.

### Další aktivity
V roce 2019 se veřejně vymezoval proti ratifikaci mezinárodní smlouvy, na základě které se sídlo Mezinárodní investiční banky mělo přesunout z Moskvy do Budapešti a apeloval na vystoupení ČR z banky.
V roce 2020 byl jedním z autorů stížnosti k Ústavnímu soudu proti vládnímu opatření, kterým došlo v rámci opatření proti šíření nákazy COVID-19  k uzavření maloobchodu. K návrhu se připojilo 63 z 81 senátorů, tedy nejvíce v historii. Důvodem byly nejasnosti ohledně toho, proč musí některé malé podniky zůstat zavřené, zatímco jiné mají výjimku, přičemž vláda svůj postup dostatečně neodůvodnila. Ústavní soud se s názorem senátorů ztotožnil a na základě jejich návrhu zrušil část usnesení vlády zakazující maloobchodní prodej a poskytování služeb. V odůvodnění uvedl, že „si je dobře vědom toho, že na právní předpisy, vydávané v době vyhlášeného nouzového stavu, nelze klást stejné nároky jako za „klidného počasí“, tzn. není např. nezbytné vždy trvat na formalizované podobě důvodové zprávy. Současně však nelze připustit ani opačný extrém: situaci, kdy vláda dokonce ani v řízení před Ústavním soudem, kdy je již přezkoumáváno konkrétní krizové opatření, není schopna či ochotna uvést žádné relevantní a konkrétní důvody, proč je daný zákaz nezbytný, proč nelze vystačit s méně robustními zásahy do základních práv a v čem spočívá racionalita uvedených výjimek.“
V reakci na faktické znemožnění přístupu Polek k potratům připravil návrh novely zákona o umělém přerušení těhotenství, který v únoru 2021 v Senátu předložilo 8 senátorů.  Jeho cílem bylo aktualizovat zákon, který od jeho přijetí v roce 1986 nebyl ani jednou novelizován a postavit na jisto, že občanky všech států Evropské unie i ostatních států budou mít v České republice k umělému přerušení těhotenství neomezený přístup, a to nehledě na to, zda tu mají pobyt. Dosavadní právní úprava totiž neposkytovala lékařům jistotu, zda se nedopouštějí provedením zákroku na cizinkách trestného činu nedovoleného přerušení těhotenství, v důsledku čehož část zdravotnických zařízení zákrok cizinkám odmítala provádět. Důvodem bylo, že ačkoliv Ministerstvo zdravotnictví svým stanoviskem potvrdilo výklad, podle kterého občankám EU je dovoleno zákrok provádět, řada lékařů toto stanovisko nepovažovala za dostatečnou garanci právní jistoty. Jejich obavy a nejistotu dále podpořil ministr zdravotnictví Jan Blatný, který v únoru 2021 uvedl, že „provedení potratu cizince, která v ČR bude trávit jen jeden den nebo několik dní, by mohlo naplnit výše uvedenou skutkovou podstatu. I příprava je v tomto případě trestná.“ A to ačkoliv mluvčí ministerstva následně uvedla na pravou míru, že stanovisko ministerstva se nijak nemění. Cílem návrhu zákona bylo tyto obavy lékařů uklidnit a uvést českou právní úpravu do souladu s evropským právem.
Po volbách do Poslanecké sněmovny v roce 2022 se však navrhující senátoři rozhodli vzít návrh zákona zpět z důvodu obav ze zpřísnění interrupčního zákona v rukou konzervativní většiny poslanců, kdy namísto ujasnění úpravy a potvrzení přístupu cizinek k zákroku v ČR hrozilo jejich úplné vyloučení nebo dokonce zpřísnění pro české občany.
V reakci na ruskou agresi proti Ukrajině v roce 2022 připravil ve spolupráci se senátorem Václavem Láskou také novelu branného zákona, která měla zajistit efektivnější možnost českých občanů zapojit se do obrany Ukrajiny.

### Kandidatura do Evropského parlamentu 2024
Ve volbách do Evropského parlamentu v červnu 2024 kandidoval z pozice člena hnutí SEN 21 na 2. místě kandidátky uskupení „SEN 21 a Volt Česko“. Uskupení však získalo pouze 0,33 % hlasů, a zvolen tak nebyl.